# スーパーマルトモ
スーパーマルトモは、静岡県沼津市に本社を置くマルトモビル株式会社（旧・株式会社スーパーマルトモ）がかつて展開していたスーパーマーケット。最盛期は沼津市・清水町に12店舗、横浜市に4店舗の計16店舗を展開していた。

## 沿革[1]
- 1923年 4月 - 沼津市大手町69番に青果漬物卸問屋を創業。
- 1947年 6月 - 法人に改組。
- 1956年 11月 - (共)総合食品　食品スーパーとしての経営を行う。漬物部門に外商部(卸)を併設。
- 1963年 4月 - 本社ビル(マルトモビル)(沼津市大手町5-9-21)建設(地上6階・地下1階)。会社名を「株式会社マルトモ」に変更。
- 1964年 4月 - マルトモ駅北店(沼津市高島町22-4)開店
- 1975年
  - 4月 - 社名を「株式会社スーパーマルトモ」に変更する。
  - 10月 - バラエティストア(沼津市柳町3-15)開店
- 1976年 3月 - 営業本部をバラエティストアに新設
- 1981年 7月 - 本社ビル地下1階の食品売場を新築移転し、マルトモ仲見世店(沼津市大手町5-8-21)(後に本店に改称)として開店。
- 1985年 10月 - マルトモ大岡店(沼津市大岡)開店
- 1986年 4月 - マルトモバラエティーＰＡＲＴ２(沼津市五月町4)開業
- 1987年 3月 - 山の手店(沼津市宮前町2-4)開店
- 1988年 3月 - マルトモＨＡＲＡ店(沼津市原)開店
- 1989年 6月 - マルトモサザン店(沼津市下香貫下障子3208-1)開店
- 1990年 10月 - 山の手店改装
- 1993年 6月 - バラエティーＰＡＲＴ２改装
- 1997年 3月 - 山の手店全面改装
- 1998年
  - 3月 - 駅北店改装
  - 4月 - 社名を再度「株式会社マルトモ」に変更する。
- 2004年
  - 3月 -千本店(沼津市千本緑町3-15)開店
  - 5月 - 徳倉店(駿東郡清水町徳倉1551)開店(初の沼津市外の店舗)
  - 9月 - 愛鷹店(沼津市東椎路829)開店
- 2005年
  - 8月 - 山元町店(横浜市中区山元町1-16-1)開店
  - - 初音ヶ丘店(横浜市保土ケ谷区初音ヶ丘44-9)開店
  - - 生麦店(横浜市鶴見区生麦3-7-13)開店
  - - 小机店(横浜市港北区小机町445)開店
  - 11月 - 社名を再度「株式会社スーパーマルトモ」に変更する。
- 2006年
  - 2月 - 今沢店(沼津市今沢365-1)開店
  - 7月 - 大岡店を沼津市大岡1044に移転
  - 9月 - ＨＡＲＡ店を沼津市原町中3-13-18に移転
- 2007年
  - 10月 - 愛鷹店・ＨＡＲＡ店改装
  - 11月 - マカド店(沼津市東間門2-2-2)開店
- 2009年 7月 - ダイコウ食品株式会社を合併。漬物卸部とする。
- 2010年 3月 - ＨＡＲＡ店・サザン店閉店
- 2011年
  - 3月 - バラエティストア・徳倉店閉店
  - 5月 - マカド店閉店
  - 6月 - 駅北店・大岡店・今沢店・生麦店閉店
  - 11月 - 本店改装
- 2014年 2月 - 初音ヶ丘店閉店
- 2017年 9月 - 山元町店・小机店閉店(横浜市から完全撤退)
- 2021年 11月 - 山の手店閉店
- 2022年
  - 6月 - 本店閉店
  - 8月 - 愛鷹店閉店
- 2024年 11月 - 千本店閉店・食品スーパーマーケット事業を廃業
- 2025年 5月 - 社名を「マルトモビル株式会社」に変更する。

## 店舗・施設

### 店舗
- なし

#### 過去に存在した店舗
沼津市
- バラエティストア - 沼津市柳町3-15 (現在はマックスバリュ沼津柳町店)
- 本店 - 沼津市大手町5-8-21 (現在は駐車場)
- 駅北店 - 沼津市高島町22-4
- 千本店 - 沼津市千本緑町3-15
- 愛鷹店 - 沼津市東椎路829
- 大岡店 - 沼津市大岡1743-1 (現在は芹沢クリニックとメディオ薬局大岡日吉店)
- 山の手店 - 沼津市宮前町2-4 (現在は沼津信用金庫北支店とファミリーマート沼津宮前町店)
- ＨＡＲＡ店 - 沼津市原町中3-13-18 (現在はセブン-イレブン原町中3丁目店)
- サザン店 - 沼津市下香貫字下障子3208-1 (現在はタイヘイ株式会社沼津営業所)
- 徳倉店 - 駿東郡清水町徳倉1551
- 今沢店 - 沼津市今沢365-1 (現在は社会福祉法人輝望会 C&Cセンターきぼう)
- マカド店 - 沼津市東間門2-2-2 (現在はクリエイトSD沼津間門店)

横浜市
- 山元町店 - 横浜市中区山元町1-16-1 (現在はカワグチチェーンエンゼル山元町店)
- 初音ヶ丘店 - 横浜市保土ケ谷区初音ケ丘44-9 (現在はアパート)
- 生麦店 - 横浜市鶴見区生麦3-7-13 (現在はまいばすけっと生麦駅前店)
- 小机店 - 横浜市港北区小机町445 (現在はカワグチチェーンエンゼル小机店)

### 施設
- マルトモビル - 沼津市大手町5-9-21

- マルトモバラエティーＰＡＲＴ２ - 沼津市五月町4-20